# Яцковець Ольга Юріївна
Ольга Юріївна Яцковець (нар. 16 жовтня 1997, Бердянськ) — українська баскетболістка, що грає на позиції важкого форварда. Гравчиня МБК «Ружомберок» (Словаччина) та Національної збірної України.

## Життєпис
Ольга Яцковець народилася 16 жовтня 1997 року в місті Бердянськ. Вихованки бердянської школи баскетболу, перший тренер — Микола Медвенський.

## Кар'єра
Ольга Яцковець виступала за «ДЮСШ-БДПУ» (Бердянськ).
У 2016 році переїхала з Бердянська до Києва та стала гравцем БК «Авангард», з яким у цьому ж році стала володаркою Кубка України.
У національній збірній України дебютувала в матчі з Люксембургом у 2016 році.
Учасниця Євробаскету 2017 у складі Національної збірної України. 
у складі молодіжної жіночої збірної України Ольга Яцковець стала найефективнішим гравцем чемпіонату Європи U-20 (Дивізіон В). 
У 2017 році перейшла у словацький МБК «Ружомберок».

## Досягнення
- 2016 — найкращий важкий форвард Жіночої баскетбольної ліги у сезоні 2015/16[11];
- 2016 — володарка Кубка України з баскетболу в складі БК «Авангард» (Київ).